# ギヨーム9世 (アキテーヌ公)
ギヨーム9世（Guillaume IX duc d'Aquitaine、1071年10月22日 - 1126年2月10日）は、中世フランス王国の貴族でアキテーヌ公ギヨーム9世（在位：1086年 - 1126年）、及びポワティエ伯ギヨーム7世（在位：同）、ガスコーニュ公（在位：同）であった人物。
アキテーヌ公ギヨーム8世と3人目の妃ブルゴーニュ公ロベール1世の娘イルドガルドの子。ギヨーム・ド・ポワチエ、オック語ではギエム・デ・ペイチュ（Guilhen de Peiteu）とも呼ばれる。詩人として知られ、最初の「トルバドゥール」とも呼ばれる。ただし、11編の詩（ミンネザング）が伝わっているものの楽譜が残っていないため、音楽の実体については不明である。

## 生涯
1071年、ギヨーム8世とイルドガルド夫妻の子として誕生。当時のポワティエ家はポワティエ・ガスコーニュの他、リムーザンとアングーモワなどを含む、ロワール川からピレネー山脈、トゥールーズ伯領の国境付近にまでおよぶ、フランス国王を凌ぐほどの広大な領土を持つ大貴族であり、フランスの3分の1を占めていた。1086年の父の死でこれらを相続したギヨーム9世はトゥールーズ伯領併合へ野心を燃やす一方で、リモージュのサン＝マルシャル修道院で勉強し身に着けたラテン語の教養が詩人としての素地を形成した。
15歳で父の後を継いだため、治世の初期はギヨーム・ル・ジュヌ（Guillaume le Jeune,若公）と称された。
ギヨーム9世は、年代記作家オルドリック・ヴィタルが述べているように非常に奔放な性格だったようで、1088年に母方の従姉妹に当たるアンジュー伯フルク4世の娘エルマンガルドと結婚したが、夫のふしだらな女性関係のせいでエルマンガルドは情緒不安定となり3年後の1091年に離婚してしまった。ギヨーム9世は1094年にトゥールーズ伯ギヨーム4世の娘フィリッパと再婚、エルマンガルドも後にブルターニュ公アラン4世と再婚したが、1119年にランスで開かれた教会会議でギヨーム9世を不品行で訴えている。
トゥールーズ伯領目当ての再婚は1096年に妻フィリッパの叔父レーモン4世が第1回十字軍に参加、エルサレムへ向けて出発してトゥールーズを不在にしたことでチャンスが訪れた。フィリッパの継承権を主張して軍をトゥールーズに派遣、1098年に占領したのである。ところが、1100年に十字軍参加者の財産保全を司っていたローマ教皇パスカリス2世から圧力を受けたため、レーモン4世の息子ベルトランへ返還せざるを得なかった。これにはギヨーム9世の心変わりもあり、トゥールーズ奪取のため第1回十字軍に参加しなかった彼もエルサレム奪還の報せを受けて、自分も十字軍に参加したくなったため、トゥールーズ返還後は一転して十字軍の準備に奔走した。
第1回十字軍の余波とも言える1101年の十字軍に参加してシリアへ遠征し、この十字軍は全滅に近い負け方をするが、運良く生き残ったギヨーム9世はほうほうの体でアンティオキア公国に身を寄せた。翌1102年にエルサレムを訪れたが、帰路も波乱続きで、船が嵐に遭いアンティオキアへ引き返す、アシュケロンの包囲戦に参加するといった体験を経て10月29日にポワティエへ帰還した。帰還後も行状は変わらず女をたぶらかしたり、持ち前の快活さと機知で十字軍の惨めな体験を詩で語り人々を楽しませるといった振る舞いを見せ、トゥールーズも諦めず奪取の機会を伺った。
ベルトランが父に倣い東方へ行き、1112年にトリポリ伯国で没したため再度トゥールーズに侵攻した。ベルトランの弟アルフォンス・ジュルダンと1114年に対決、激しい市街戦の末にトゥールーズを占領したが、この状況も長続きせず、1119年にトゥールーズに残した代官ギヨーム・ド・モンモーレルが民衆反乱で追放、1123年に残った拠点ナルボンヌをトゥールーズ市民軍に包囲・落とされたことでギヨーム9世の野望は完全に絶たれた。トゥールーズ侵攻の苦難だけでなくアキテーヌ領内の家臣の反乱にも悩まされ、足に重傷を負う出来事にも遭う一方でレコンキスタにも参加、1120年にアラゴン王アルフォンソ1世の支援へ赴きクタンダの戦いで勝利に貢献している。
1126年2月10日、54歳で死去。ポワティエのサン＝ジャン＝ド＝モンティエルヌフ修道院に葬られた。

## 逸話
トゥールーズ奪取失敗・1101年十字軍の失敗に見られるように、軍事では有能とは言えないが、為政者としては統治の難しい広大な領土を40年間も秩序を保ち治めたことを評価されている。オルドリック・ヴィタルら年代記作家たちからの評価は分かれ、勇敢さへの称賛と女好きに対する批判が主な評価で、陽気で冗談好きな憎めない性格を愛されながらも快楽主義者、道化者、皮肉屋、冒涜者、背徳漢など総じて手厳しい評価を下されている。それだけに晩年の豹変と教会関係者への土地寄進は世間に衝撃を与えた。
2度目の妻フィリッパとは彼女が気丈であったために沢山の子をもうけるが、1112年頃からシャテルロー副伯夫人アモーベルジュ（別名ダンジュルーズ：Dangereuse,ポワトゥー語：ダンジュローザ,Dangerosa,「危険な女」と呼ばれた）と不倫関係になり、1115年にダンジュルーズをポワティエの居城の敷地内のモーベルジョン塔に住まわせて堂々と通うなど、あまりの仕打ちにフィリッパは同年にフォントヴロー修道院へこもってしまった。娘のオーデアルドも後を追うようにフォントヴロー修道院へ入り、母子は修道院で過ごした。ブルターニュ公アラン4世に再嫁した前妻エルマンガルドも隠居後この修道院に入り、ギヨーム9世は彼女たちを引き取ったロベール・ダルブリッセルと確執を生じることになる。
こうした行状の悪さに対して地元の司教から2回も破門を言い渡されているが、1回目などは司教を殺しかけたほどの騒動を生んだ。2度目のトゥールーズ侵略を図った1114年にギヨーム9世は教会の徴税特権侵害で最初の破門を言い渡されたが、ポワティエ司教が破門文を読み上げる最中に司教の髪を掴んで、剣を振りかざして「余を赦免せねばお前を亡き者にするぞ！」と叫んだ。対する司教は落ち着いて破門文を読み上げた後に首を差し出したが、思い直したギヨーム9世は「お前など天国に行かせてなるものか」と剣を鞘に収めてその場は引いたが、司教を捕らえて幽閉し翌1115年に獄死へ追いやった。同年、フィリッパによりダンジュルーズとの関係が訴えられ再度破門された際、宣告したアングレーム司教にも突っかかったが、「余が副伯夫人を思い切る前に、お前のその御し難い頭を櫛でカールさせろ！」と髪が無い司教に痛烈な皮肉で返し、破門も無視してダンジュルーズとの関係を続けた。
1101年の十字軍で生き残りアンティオキアの宮廷へ逗留していた時に、アラブの吟遊詩人達から影響を受けたという説があり、ギヨーム9世が詩作に打ち込んでトルバドゥールとして姿を現すのはこの十字軍から戻って来た後のことであるとされる。一方彼の詩に、当時イベリア半島のほとんどを支配していたアラブのベルベル人に引っ掛けて自分を述べている箇所があり、このことからイベリア半島のイスラム文化から影響されたのではないかという説もある。晩年は若い頃の行状を改心したか、修道院に入って過ごしたとされ、それを物語るかのように1篇の敬虔な詩が残されている。
晩年の改心を思わせる出来事はダルブリッセルの弟子フーシェへ狩猟用の土地付近の所領地オルベスチエを寄進したこと、1117年に2度目の破門を解かれ教会と和解したこと、イベリア半島のサンティアゴ・デ・コンポステーラへ巡礼したことなどが挙げられる。これは加齢による精神の変化があったと推測され、家族におよんだフォントヴロー修道会の熱意がギヨーム9世にも影響、信仰に目覚めたのでないかとされている。
ギヨーム9世が残した詩は、晩年の1篇を除いて、性格を示すように自由で直接的でエロチックな諧謔に満ちている。4篇はトルバドゥールの詩に特有の定型化された形を取るが、その詩の内容はトルバドゥールの代表的な主題である形式化された宮廷愛に対して皮肉る姿が見え、彼以前に既に多くのこの形の詩歌が存在していたことをうかがわせる。11編の詩が残されているが、そのうち、曲は部分的にしか残されていない。

## 子女
2度目の妻フィリッパとの間に2男6女をもうけたとされる。
- ギヨーム10世（1099年 - 1137年） - アキテーヌ公
- レーモン（1099年? - 1149年） - アンティオキア公。ダンジュルーズを生母とする説有。
- アニェス（1103年 - 1159年） - トゥアール子爵エメリー5世と結婚、アラゴン王ラミロ2世と再婚
- オーデアルド - 修道女

他、名前不詳の娘4人の内1人をペリゴール伯エリーの妻フィリッパ、 1人をシャテルロー副伯エメリー1世とダンジュルーズの次男フェイ＝ラ＝ヴィヌーズ領主ラウル・ド・フェイの2人目の妻アデライードとする説がある。
以下、3子は愛妾ダンジュルーズとの間にもうけたとされる。
- アンリ（? - 1132年以降） - クリュニー修道院次長
- アデライード
- シビーユ - サント修道院女子修道院長

あまり信頼の置けないトルバドゥールの伝記を集めたヴィダス（vidas）と呼ばれる評伝には、以下の記載が見られる。
ポワティエ伯は世界で最も上品な人物である、また最も女性を惑わすのに長けた人物であり、騎士の才能を秘め、勇ましさの出し惜しみをしない。彼は詩の作り方を知り、すばらしい歌い方を心得ている、また女性を誘惑するために諸国をさまようこともする。彼にはノルマンディ公の娘を嫁に持った息子と、イングランドのヘンリーに嫁いだ孫娘がおり、彼女は若王リチャードとブリタニアの王の母になった。
孫娘とは、北フランスにトルヴェールを生み出すきっかけとなったアリエノール・ダキテーヌのことである。アリエノールは1137年にフランス王ルイ7世と結婚したが離婚、イングランドのヘンリーは1152年にアリエノールと再婚したイングランド王兼ノルマンディー公兼アンジュー伯ヘンリー2世を指す。2人の息子リチャード1世とジョンはそれぞれイングランド・ノルマンディー・アンジューを含んだアンジュー帝国の君主となった。
なお、孫娘アリエノールは2度目の妻フィリッパとの間にできた息子ギヨーム10世と、不倫相手のダンジュルーズがシャテルローに残して来た夫との娘アエノールとが後に結婚してその間にできた娘であり、ヴィダスの「ノルマンディ公の娘を嫁に持った息子」という記述は明らかな誤りである。